# Мічурінська сільська рада (Хабарський район)
Мічу́рінська сільська рада (рос. Мичуринский сельский совет) — сільське поселення у складі Хабарського району Алтайського краю Росії.
Адміністративний центр — село Мічурінське.

## Населення
Населення — 1124 особи (2019; 1303 в 2010, 1501 у 2002).

## Склад
До складу сільської ради входять:
| Населений пункт     | Населення, осіб (2002) | Населення, осіб (2010) |
| ------------------- | ---------------------- | ---------------------- |
| Мічурінське, село   | 875                    | 831                    |
| Московка, селище    | 140                    | 98                     |
| Новоплотава, селище | 362                    | 308                    |
| Ясна Поляна, селище | 124                    | 66                     |